# Ferdydurke (film)
Ferdydurke (ang. 30 Door Key) – polsko-francusko-brytyjski film z 1991 w reżyserii Jerzego Skolimowskiego, zrealizowany na podstawie powieści Ferdydurke (1937) Witolda Gombrowicza.

## Opis fabuły
Akcja toczy się w Warszawie w 1939 roku. Główny bohater – Józio, to początkujący pisarz, który skończył trzydzieści lat i opublikował właśnie pierwszą książkę. Pewnego dnia składa mu wizytę jego dawny nauczyciel, profesor Pimko i odsyła z powrotem do gimnazjum.

## Obsada[2]
- Robert Stephens – profesor Pimko
- Crispin Glover – Miętus
- Iain Glen – Józio
- Zbigniew Zamachowski – parobek Walek
- Beata Tyszkiewicz – ciotka Hurlecka
- Artur Żmijewski – Kopyrda
- Dorota Stalińska – Młodziakowa
- Tadeusz Łomnicki – wuj Hurlecki
- Jan Peszek – inżynier Młodziak
- Jerzy Bińczycki – profesor Filidor
- Beata Poźniak – Flora Gente
- Kalina Jędrusik – żona profesora Filidora
- Magdalena Wójcik – służąca Józia
- Robert Więckiewicz – Poppy
- Dariusz Gnatowski – Pyzo
- Krzysztof Janczar – Leo
- Marek Probosz – Syfon Pylaszczkiewicz
- Jerzy Skolimowski – Piórkowski, dyrektor szkoły
- Fabienne Babe – Zosia
- Judith Godrèche – Zuta Młodziakówna